# Championnat d'Océanie de rugby à XV des moins de 20 ans
Le championnat d'Océanie de rugby à XV des moins de 20 ans est un championnat continental annuel de rugby à XV, organisé par l'instance dirigeante océanienne Oceania Rugby.
Il se décline généralement en deux niveaux, le championnat (en anglais : U20 Championship) et le trophée (U20 Trophy).
Le Trophy sert usuellement de tournoi de qualification océanien pour le Trophée mondial de l'année suivante.

## Histoire
Le championnat (en anglais : U20 Championship) est créé en 2015 afin d'établir une compétition junior de haut niveau entre équipes océaniennes, ainsi qu'en préparation en amont du Championnat du monde junior. Son deuxième échelon, le trophée (U20 Trophy) sert quant à lui de passerelle de qualification pour le Trophée mondial.
En 2024, un échelon parallèle est mis en place, le challenge (U20 Challenge), servant cette année de tournoi désignant le ticket océanien en vue du Trophée mondial 2024 : il rassemble les Fidji, les Samoa, les Tonga, ainsi qu'une sélection junior des Moana Pasifika. L'initiative de cette compétition est de développer les filières de développement océaniennes en catégorie des moins de 19 et 20 ans, notamment ceux de Papouasie-Nouvelle-Guinée, des îles Cook, des îles Salomon et de la Nouvelle-Calédonie.
L'année suivante, le Canada dispute la compétition à la place des Moana Pasifika.

## Palmarès

### Championship
| Édition   | Lieu                 | Vainqueur            |
| --------- | -------------------- | -------------------- |
| 2015 (en) | Gold Coast           | Nouvelle-Zélande -20 |
| 2016 (en) | Gold Coast           | Nouvelle-Zélande -20 |
| 2017 (en) | Gold Coast           | Nouvelle-Zélande -20 |
| 2018 (en) | Gold Coast           | Nouvelle-Zélande -20 |
| 2019 (en) | Gold Coast           | Australie -20        |
| 2020      | Édition annulée      | Édition annulée      |
| 2021      | Édition annulée      | Édition annulée      |
| 2022 (en) | Sunshine Coast       | Nouvelle-Zélande -20 |
| 2023      | Édition non disputée | Édition non disputée |

### Trophy
| Édition   | Lieu                 | Vainqueur            |
| --------- | -------------------- | -------------------- |
| 2015 (en) | Suva                 | Fidji -20            |
| 2016 (en) | Suva                 | Fidji -20            |
| 2017 (en) | Lautoka              | Fidji -20            |
| 2018 (en) | Apia                 | Tonga -20            |
| 2019      | Édition non disputée | Édition non disputée |
| 2020 (en) | Apia                 | Samoa -20            |
| 2021      | Édition annulée      | Édition annulée      |
| 2022 (en) | Nukuʻalofa           | Samoa -20            |
| 2023      | Édition non disputée | Édition non disputée |

### Challenge
| Édition | Lieu     | Vainqueur |
| ------- | -------- | --------- |
| 2024    | Auckland | Fidji -20 |
| 2025    | Nadi     | Fidji -20 |